# Amauromyza chamaebalani
Amauromyza chamaebalani är en tvåvingeart som beskrevs av Erich Martin Hering 1960. Amauromyza chamaebalani ingår i släktet Amauromyza och familjen minerarflugor.
Artens utbredningsområde är Tyskland. Inga underarter finns listade i Catalogue of Life.